# Póvoa de São Miguel
Póvoa de São Miguel is een plaats (freguesia) in de Portugese gemeente Moura en telt 1094 inwoners (2001).